# Mex (matematyka)
mex (ang. minimum excluded) – dla danego zbioru złożonego z liczb porządkowych, najmniejsza liczba porządkowa, która do niego nie należy.
Na przykład:
{\displaystyle {\text{mex}}(\{1,2,3\})=0}
{\displaystyle {\text{mex}}(\{0,1,4,7,12\})=2}
{\displaystyle {\text{mex}}(\{0,1,2,3,\ldots \})=\omega }
{\displaystyle {\text{mex}}(\{0,2,4,6,\ldots \})=1}
{\displaystyle {\text{mex}}(\{0,1,2,3,\ldots ,\omega \})=\omega +1}
{\displaystyle {\text{mex}}(\{0,1,2,3,50\})=4}
{\displaystyle {\text{mex}}(\{4,50,\omega ,\omega +29\})=0}
gdzie {\displaystyle \omega } to najmniejsza nieskończona (czyli typ porządkowy zbioru liczb naturalnych).
W teorii Sprague-Grundy’ego mex odgrywa decydującą rolą w określaniu nimliczb.